# Shattered Hearts
Shattered Hearts è il primo album del gruppo musicale statunitense Silent Rage, uscito nel 1987 per l'etichetta discografica Chameleon Records.

## Tracce
1. Rich, Young and Pretty (Curcio, Hawkins, Reilly)
2. Rebel With a Cause (Curcio, Hawkins, Reilly)
3. Shattered Hearts (Curcio, Hawkins, Reilly)
4. Sarina (Curcio, Hawkins, Reilly)
5. Fight for Rock (Curcio, Hawkins, Reilly)
6. Make It or Break It (Curcio, Hawkins, Reilly)
7. Goodnight Lorraine (Curcio, Hawkins, Reilly)
8. Wanting You (Curcio, Hawkins, Reilly)
9. She Can Shake It (Curcio, Hawkins, Reilly)
10. You're Not the First One (Curcio, Hawkins, Reilly)
11. Some Kind of Woman (Curcio, Hawkins, Reilly)

## Formazione
- Timmy James Reilly (Jesse Damon) - voce, chitarra
- Mark Hawkins - chitarra, voce, tastiere
- E.J. Curse - basso
- Jerry Grant - batteria